# Biografielijst Pn

## Pn
- Mike Pniewski (1961), Amerikaans acteur
- Pnytagoras, koning van Salamis (351-332 v.Chr.)